# ボンヌ・ド・ベリー
ボンヌ・ド・ベリー（Bonne de Berry, 1367年 - 1435年12月30日）は、フランスの貴族女性。フランス王族のベリー公ジャン1世と最初の妃ジャンヌ・ダルマニャック（アルマニャック伯ジャン1世の娘）の長女。モンパンシエ伯ジャン2世・ド・ベリーは兄、マリー・ド・ベリーは妹。イタリア名はボナ・ディ・ベッリ（Bona di Berry）。
最初の夫サヴォイア伯アメデーオ7世の死後、1391年から1393年にかけて息子が幼少であった時に義母ボンヌ・ド・ブルボンに対して摂政権を主張したが失敗した。フランス王シャルル5世の姪として、フランス王国の同盟を強化することを目的とした外交工作において重要な役割を果たした。

## 生涯

### サヴォイア伯との結婚
ボンヌは1372年5月7日、伯父シャルル5世から提供された10万フランの持参金により、サヴォイア伯アメデーオ7世と婚約した。結婚は1377年1月18日にフランス王の立会いのもと行われたが、ボンヌが夫と暮らすためにサヴォイアに移ったのは1381年3月、14歳の時であった。
1391年にアメデーオ7世が破傷風で亡くなった後、幼少の息子アメデーオ8世の摂政位を巡って争いが起こり、アメデーオ7世の母ボンヌ・ド・ブルボンが新たな摂政となった。その結果、アメデーオ8世の母ボンヌ・ド・ベリーはモンメリアンで支持者とともに勢力を確立し、祖母ボンヌ・オブ・ブルボンはシャンベリで支持者とともに勢力を確立した。この対立は内戦に発展する危険があったが、1393年5月8日に署名された合意により解決されることになった。この合意はフランス王の介入により交渉が行われた。この合意に従って、ボンヌ・ド・ブルボンはフォーシニーの領主権をボンヌ・ド・ベリーに譲ることとなった。その後、ボンヌ・ド・ベリーは子供たちをサヴォイアに残してフランスのベリーに戻り、母親と一緒に暮らした。

### アルマニャック伯との再婚
ボンヌは従兄弟にあたるアルマニャック伯ベルナール7世と再婚した。結婚契約は1393年12月2日に結ばれた。
ベルナール7世は、ボンヌ及び、娘のボンヌの夫であるオルレアン公シャルルを介したフランス王家との姻戚関係もあり、アルマニャック・ブルゴーニュ内戦におけるアルマニャック派の形成に多大な影響力を持った。
1415年、婿のオルレアン公シャルルがアジャンクールの戦いで捕虜となり幽閉された。また夫のベルナール7世は、1418年にパリで敗死した。

## 子女
サヴォイア伯アメデーオ7世との子女
- アメデーオ8世（1382年 - 1451年） - サヴォイア公、対立教皇フェリクス5世、マリー・ド・ブルゴーニュと結婚[5]
- ボナ（1388年 - 1432年） - ピエモンテ領主ルドヴィーコ・ディ・サヴォイア＝アカイアと結婚
- ジョヴァンナ（1392年 - 1460年） - 父親の死後に生まれる。モンフェッラート侯ジョヴァンニ・ジャコモと結婚。

アルマニャック伯ベルナール7世との子女
- ボンヌ（1393年 - ?） - オルレアン公シャルルと結婚
- ジャン4世（1396年 - 1450年） - アルマニャック伯
- マリー（1397年 - 1404年） - 早世
- ベルナール（1400年 - 1456年） - パルディアック伯、ヌムール公、ラ・マルシュ伯、エレオノール・ド・ブルボンと結婚[2]
- アンヌ（1402年 - ?） - 1417年、ドルー伯・アルブレ領主シャルル2世と結婚
- ジャンヌ（1403年 - ?） - 早世
- ベアトリス（1406年 - ?） - 早世